# Bir Tiguisit
Bir Tiguisit (arab. بير تيغیسیت) – miejscowość położona w południowej części doliny Saguia el-Hamra, na Saharze Zachodniej.

## Położenie
Leży na południe od Tifariti, niedaleko granicy z Mauretanią. Obecnie jest kontrolowana przez Front Polisario, na tak zwanych Terytoriach Wyzwolonych. Władze marokańskie włączyły ją do prowincji Es-Semara.
Miejscowość jest położona w pobliżu pozostałości starego hiszpańskiego miasta kolonialnego Colomina i jednej z baz MINURSO.
Rozminowywanie przeprowadzone przez MINURSO spowodowało powrót ludzi do miasteczka. W Bir Tiguisit znajduje się mały szpital, szkoła i kilka małych sklepów.